# Dicladispa malvernia
Dicladispa malvernia là một loài bọ cánh cứng trong họ Chrysomelidae. Loài này được Péringuey miêu tả khoa học năm 1908.